# Der Wald
La Forêt
Der Wald (La Forêt) est un opéra en un acte d'Ethel Smyth sur un livret d'elle-même et d'Henry Brewster, écrit entre 1899 et 1901. C'est le deuxième opéra de Smyth et il est créé le 2 avril 1902 au Königliches Opernhaus de Berlin.

## Historique des performances
Lors de sa première à Berlin, il est noté que l'accueil est « au mieux tiède », mais il est présenté avec succès au Royal Opera House de Londres. Une représentation est également donnée à Strasbourg en février 1904, après quoi il disparaît : « Smyth abandonne Der Wald et tout le genre proto-wagnérien ». 

Smyth espère voir son opéra présenté en Amérique et à son arrivée à New York, elle accorde une interview à New York World dans laquelle elle déclare : « J'ai toujours pensé que si je faisais quelque chose de valable, j'aimerais le voir présenté en Amérique. D'après ce que j'ai entendu, je considère le traitement et la réceptivité américains et j'attendrai avec impatience le jugement américain » Dans une interview à New York avec le Evening Sun, elle décrit la façon dont elle a atteint son objectif :
Elle avait traversé la Manche pendant la nuit [de Londres] pour attraper le directeur du Metropolitan, Maurice Grau, à Paris. Elle arrive à Paris à 7 heures du matin, téléphona à l'hôtel du Grau à 8 heures, prétextant qu'elle devait prendre le bateau-train pour rentrer chez elle à 11 heures. Attrape-le, elle l'a fait, contrat signé en main. "Je lui ai dit que c'était un acte long et qu'il pouvait tenir sur n'importe quel type de facture, dans n'importe quel type de maison." Elle a apporté avec elle des coupures de presse et des déclarations au box-office de la première record de Londres. "Vous êtes certainement une femme d'affaires", a déclaré Grau. 
L'opéra de Smyth est présenté au Metropolitan Opera le 11 mars 1903 avec Johanna Gadski, Luise Reuss-Belce, David Bispham et Eugène Dufriche, sous la direction d'Alfred Hertz. Der Wald est suivi par Il trovatore de Verdi. Yohalem note que « l'imprésario Maurice Grau a été astucieux d'utiliser un Trovatore brillamment interprété avec Lillian Nordica, Louise Homer, Emilio De Marchi, Giuseppe Campanari [et Marcel Journet ] comme appât pour attirer un public vers la nouvelle œuvre ». Der Wald est un succès populaire et financier pour le Met, bien que la réaction critique n'ait pas été uniformément positive. Une deuxième représentation, donnée le 20 mars avec la même distribution, est jumelée avec La fille du régiment avec Marcella Sembrich.
Der Wald reste le seul opéra d'une femme compositrice à avoir été joué au Metropolitan Opera jusqu'en 2016, date à laquelle l'opéra L'Amour de loin de Kaija Saariaho y est joué pour la première fois.

## Les rôles
| Rôle                                           | Tessiture                | Première distribution, 2 avril 1902 Chef d'orchestre : Karl Muck |
| ---------------------------------------------- | ------------------------ | ---------------------------------------------------------------- |
| Landgrave Rudolf                               | baryton                  | Carl Nebe (de)                                                   |
| Iolanthe, sa maîtresse                         | soprano ou mezzo-soprano | Ida Hiedler                                                      |
| Heinrich, un jeune bûcheron                    | ténor                    | Ernst Kraus (de)                                                 |
| Peter, un bûcheron                             | basse                    |                                                                  |
| Röschen sa fille, fiancée à Heinrich           | soprano                  | Marie Dietrich (de)                                              |
| Un colporteur, avec un ours                    | baryton                  |                                                                  |
| Paysans, Chasseurs, Chœur des Esprits des Bois |                          |                                                                  |

## Structure
L'opéra consiste en un prologue, neuf scènes et un épilogue :
1. Prologue
2. Transformation – Scène I
3. Scène II
4. Scène III
5. Scène IV
6. Scène V
7. Scène VI
8. Scène VII
9. Scène VIII
10. Scène IX
11. Épilogue

## Synopsis
L'opéra est décrit comme suit :
C'est une histoire courte et tragique de paradoxe encadrée dans la tranquillité et l'infini de la nature, représentée par la forêt et ses esprits. Au lever du rideau, ces esprits ou forces élémentaires, sous l'aspect de nymphes et d'hamadryades, sont vus engagés dans des observations rituelles autour d'un autel dans le bois. Libérés du temps, ils chantent leur propre éternité et la brièveté des choses humaines. Ils s'effacent, l'autel disparaît et la pièce commence. 
Une paysanne, Röschen, est fiancée à un jeune bûcheron, Heinrich. Le mariage est fixé pour le lendemain. Un colporteur vend ses marchandises. Il y a une gaieté générale et les paysans dansent. Au loin retentit le cor d'Iolanthe. La gaieté cesse ; effrayés, les paysans s'envolent…
Iolanthe est une femme aux instincts cruels et aux passions débridées, supposée être une sorcière, et redoutée par une peur superstitieuse. Elle a une emprise totale sur le comte Rudolf, le seigneur lige du pays. Frappée par la beauté d'Heinrich, elle essaie de le faire entrer à son service au château…
Ses fascinations ne parviennent cependant pas à l'emporter sur l'amour de Heinrich pour Röschen. Elle cherche à se venger de la femme méprisée. Le colporteur dénonce Heinrich comme le tueur de cerf…, ce qui donne à Iolanthe une chance de contraindre le jeune bûcheron à obéir ou de le punir de son indifférence. Heinrich préfère la vie immortelle et puissante à la vie faible et brève. . . Iolanthe donne le mot et Heinrich est tué.

 La scène revient à sa première apparition, et les Esprits du Bois reprennent leur rituel où il a été interrompu par l'incursion de choses passagères. 

## Réactions critiques
Dans l'ensemble, les critiques new-yorkais n'aiment pas l'opéra, bien que certains notent ses compétences techniques. Le Telegraph écrit : « Cette petite femme écrit de la musique d'une main masculine et possède un cerveau sain et logique, tel que l'on suppose être le don particulier du sexe brut. Il n'y a pas une note faible ou efféminée dans Der Wald, ni un sentiment instable. ». En revanche, le Daily Mail exprime son désaccord : « Son charme et son originalité plairont plus que sa tentative de refléter une émotion humaine intense et dans cette mesure, il est féminin, selon toutes les traditions ». Le New York Times n'est pas enthousiaste non plus : « Il s'agit d'une affaire d'ambitions démesurées et d'une incompétence générale à écrire quoi que ce soit au-delà des lieux communs les plus évidents. Il manque tout à fait d'expressivité dramatique dans la caractérisation, dans les idées mélodiques, dans la distinction de toute sorte… Dans les scènes d'amour c'est tout à fait peu convaincant, et ne montre ni passion ni tendresse… Il y a peu de choses qui soient reconnaissantes ou efficaces pour les chanteurs solistes »

## Sources
- Anon., « Der Wald at the Opera: First Performance of Ethel M. Symth's One-Act Opera », The New York Times,‎ 12 mars 1903 (lire en ligne, consulté le 15 août 2021) (facsimile)
- Yohalem, « A Woman's Opera at the Met: Ethel Smyth's Der Wald in New York », The Metropolitan Opera Archives (consulté le 15 août 2021)